# Thorvald Ellegaard Arena
Торвальд Эллегор Арена (дат. Thorvald Ellegaard Arena) — крытый велотрек в Оденсе (Дания), в центре которого расположены легкоатлетические сооружения. Арена названа в честь Торвальда Эллегора.

## История велотрека
Старый велотрек Odense Cykelbane был открыт 25 июля 1948 года как трек под открытым небом и стал домашним треком для отделения местного велоклуба Cykling Odense. На треке проводились чемпионаты мира среди юниоров в 1988 году и чемпионат Дании в 2004 году.
В 2006 году муниципалитет Оденсе разработал местный план, в котором в рамках государственно-частного партнёрства вместо старого велотрека планировалось построить новый крытый велотрек с легкоатлетическими сооружениями. Несмотря на то, что планы по строительству нового велотрека были хорошо проработаны, возникло несколько сомнений в реализации проекта.
Осенью 2012 года было найдено 73 миллиона датских крон на реализацию проекта, который стал реальностью после долгих лет борьбы и сомнений. В 2013 году старый трек был снесён, и на его месте был построен новый крытый трек.
Торвальд Эллегор Арена в Оденсе была официально открыта 16 января 2015 года, а первая тренировка состоялась в воскресенье 16 ноября 2014 года.

## География
Арена расположена на территории спортивного парка Оденсе, где также есть футбольный стадион, спортивный зал, легкоатлетический стадион, каток, боулинг и стадион для крикета. К северу от арены был разбит парк с большим озером. Компания Vandcenter Syd собирает дождевую воду с 13 200 квадратных метров кровли велотрека и направляет её в это озеро.

## Устройство велотрека
Внутри велотрека, во внутреннем круге находятся 200-метровые беговые дорожки. Арена расположена на том же месте, что и старый велотрек. Деревянная дорожка манежа имеет длину 250 метров, что соответствует длине Суперарены Баллеруп. С другой стороны, на треке невозможно проводить крупные мероприятия, так как на нём нет зрительских мест. Крыша над объединённой ареной площадью 7000 квадратных метров представляет собой текстильное полотно, благодаря чему спортсмены, занимающиеся велоспортом на треке и лёгкой атлетикой, могут тренироваться и проводить небольшие соревнования круглый год.

## Галерея
- Торвальд Эллегор Арена
- Торвальд Эллегор Арена
- Торвальд Эллегор Арена